# Motala ströms ravin
Motala ströms ravin är ett naturreservat i Linköpings kommun i Östergötlands län.
Området är naturskyddat sedan 2018 och är 42,4 hektar stort. Reservatet omfattar en naturlig sträcka av Motala ströms åfåra omgiven av artrik blandlövskog, och ligger nordväst om Ljungsbro.